# تومیاکی فوکودا
تومیاکی فوکودا (福田 富昭 Fukuda Tomiaki, ؛ زادهٔ ۱۹ دسامبر ۱۹۴۱)؛ یک مقام رسمی ورزش اهل ژاپن و کشتی‌گیر بازنشسته آزاد است که در سال ۱۹۶۵ عنوان قهرمانی سبک‌وزن جهان را بدست آورد. او نایب رئیس کمیته المپیک ژاپن است ، و نیز رئیس کمیسیون مرکز آموزش ملی است. او همچنین رئیس فدراسیون کشتی ژاپن و نایب رئیس اتحادیه جهانی کشتی (FILA) است. او به‌عنوان سرپرست تیم‌های ژاپنی در بازی‌های المپیک تابستانی ۲۰۰۸ و بازی‌های شرق آسیا ۲۰۰۵ خدمت کرد.
وی در مسابقات کشوری و بین‌المللی در مجموع برندهٔ ۱ مدال طلا شده‌است.